# 沃克岩
沃克岩（英語：Walker Rocks），是南極洲的岩石，位於維多利亞地的斯科特海岸，處於默里山西南面6公里的莫森冰川終點附近，長6公里，由美國南極名稱諮詢委員命名，現時由南極條約體系管理。